# あきつしま (巡視船)
「あきつしま」（Akitsushima）は、海上保安庁のヘリコプター2機搭載型巡視船。「しきしま」の発展型であり、同船と連番で、PLH-32の記号・番号を付されている。船名は日本の雅称の一つである秋津島に由来する。

## 来歴
海上保安庁は、平成元年度補正予算によって「しきしま」を建造した。これはプルトニウムの海上輸送を護衛するためのもので、フランスから日本までを無寄港で航海できる長大な航続距離と、大型のAS.332ヘリコプターを2機搭載・運用できるという強力な航空運用能力を備えていた。
第2回目以降のプルトニウム輸送は行われなかったため、以後、「しきしま」は他のヘリ巡と同様の業務に従事することになり、様々な警備案件や長距離救難に投入可能な大型の洋上プラットフォームとして重宝された。しかし約350億円にも及ぶ建造費（2009年6月18日の国会質疑による）のために同型船の建造はなかなか実現しなかった。
その後2000年代に入って、マラッカ海峡・ソマリア沖の海賊問題や尖閣諸島問題、海洋権益の保全などへの対応が重視されるようになったのを受けて、準同型船の建造が具体的に検討されるようになった。2009年8月の平成22年度予算要求では、ソマリア沖に類いするような遠方事案に1隻を派遣している状態で、日本周辺海域でも重大事案が同時発生した場合にも対処できる体制を構築するため、航続距離が長く遠洋での長期活動が可能である「しきしま」に準じたヘリコプター2機搭載型巡視船を新たに2隻取得して3隻体制とする必要性が指摘され、まず同年度予算で1隻の建造が計画されて、搭載ヘリコプターとともに総額320億円が要求された。これによって建造されたのが本船である。ただしこれに続く3隻目の同型・準同型船に関しては、尖閣領海警備専従体制の構築が優先されたために棚上げ状態となった。

## 設計
船体の基本線図は「しきしま」とほぼ同じだが、最大幅は16.5メートルから17.0メートルに広げられ、総トン数も7,175トンから7,350トンに増大した。また計画年度が開いたことから、その間の船級規格の変更にも対応している。
船橋直前の20mm多銃身機銃の装備位置は「しきしま」では船橋構造物と独立した砦状の甲板室とされていたのに対し、「あきつしま」では船橋甲板下に電気機器室（OAフロア）が設けられるなど船橋構造物が拡大されたことから、その一部として組み込まれている。また格納庫上で40mm機銃を搭載する構造物も拡大されており、総トン数の増大はこれらの変更に伴うものとみられている。
兵装としては、「しきしま」では90口径35mm連装機銃と遠隔操作型20mm多銃身機銃（JM61-RFS）が搭載されていたのに対し、「あきつしま」では、90口径35mm連装機銃にかえて高速高機能大型巡視船と同型の70口径40mm単装機銃（ボフォースMk.3）が搭載された。JM61-RFSも同世代の巡視船と同じ最新型に改正されている。また船橋ウイングを含めて、船内各所には12.7mm機銃用の銃座が配置されている。
このほか、「しきしま」と同様に格納庫の両舷に放水銃を装備したのに加えて、「あきつしま」では船首側の40mm機銃の両脇にも高圧放水銃を備えている。

### 搭載艇・搭載機
「しきしま」と同様に全天候型の救命艇と警備艇を各2隻搭載したのに加えて、本船では更に高速警備救難艇を2隻搭載し、搭載艇は6隻となった。船首側から7メートル型高速警備救難艇、全天候型救命艇、高速型警備艇が、両舷に1隻ずつ搭載されている。高速警備救難艇・警備艇はそれぞれミランダ式ダビットに搭載されているが、救命艇のダビットは、艇内から固縛を解いて落下させられるタイプとされている。なお高速型警備艇は監視取締艇をベースとしており、操舵室の天井を開放すれば銃座にもなるとされている。
ヘリコプターとしてはシュペルピューマ2機を搭載するという点では「しきしま」と同様だが、「しきしま」では8トン級のAS.332だったのに対し、本船では、その発展型のEC.225（10トン級）に更新された。

#### 搭載機の変遷
| 機種     | 機番  | 愛称        | 配属期間        | 備考 |
| -------- | ----- | ----------- | --------------- | ---- |
| EC.225LP | MH689 | あきたか1号 | 2014年8月28日－ |      |
| EC.225LP | MH690 | あきたか2号 | 2014年8月28日－ |      |

## 船歴
2013年11月28日に竣工し、横浜海上保安部（第三管区）に配属された。
2015年（平成27年）4月8日～9日の天皇・皇后のパラオ行幸啓において、本船が宿泊施設として用いられた。
これはパラオ国際空港と訪問先のペリリュー島が離れすぎることや移動にヘリコプターを用いることによる選定で、天皇の外国訪問に海上保安庁の巡視船が使われるのは初めてのことである。これに合わせて本船は、高齢となった天皇・皇后が利用する可能性のある船内設備にスロープや手すりを設置するなど、可能な限りのバリアフリー化を図った。また個室である船長室に大きめのベッドを入れて2人で泊まれるようにし、トイレも温水洗浄便座に変更するなどの小改装が行われた。